# Nuojuanlampi
Nuojuanlampi är en sjö i kommunen Vaala i landskapet Norra Österbotten i Finland. Arean är 58 hektar och strandlinjen är 4,64 kilometer lång. Sjön  ingår i Uleälvens huvudavrinningsområde.   Den ligger omkring 62 kilometer nordväst om Kajana och omkring 500 kilometer norr om Helsingfors. 
I sjön finns öarna Lusinsaari och Kurensaari. 